# Curva Nord Milano
Curva Nord Milano es un conjunto de grupos ultra de Internazionale de Milán. Se ubican en la curva norte del Estadio Giuseppe Meazza.
Según una encuesta realizada en septiembre de 2016 por la empresa "Demos & Pi", publicada en la Repubblica, el Inter es el segundo club más seguido de Italia a la par del Milan y detrás de la Juventus. Además, según un informe de 2010 de la firma alemana de investigación del mercado deportivo Sport+Markt, el Inter también podría contar con un grupo potencial de alrededor de 17,5 millones de seguidores en Europa y 9,3 millones de simpatizantes en América del Sur (según otro informe de 2009 de la misma empresa).

## Orientación política
Desde un punto de vista político, los partidarios organizados del Inter son principalmente de derecha o de extrema derecha.

## Historia

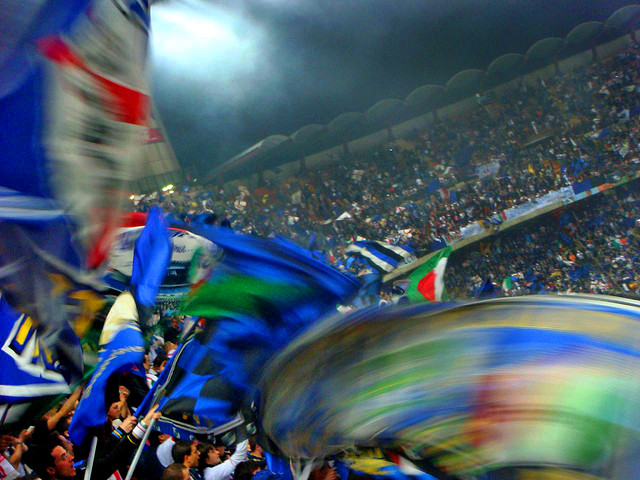
Aficionados del Inter 2008. Los festejos en San Siro por el Scudetto conseguido en la última jornada al derrotar al Parma por 0-2, mientras la Roma empataba en Catania 1-1.

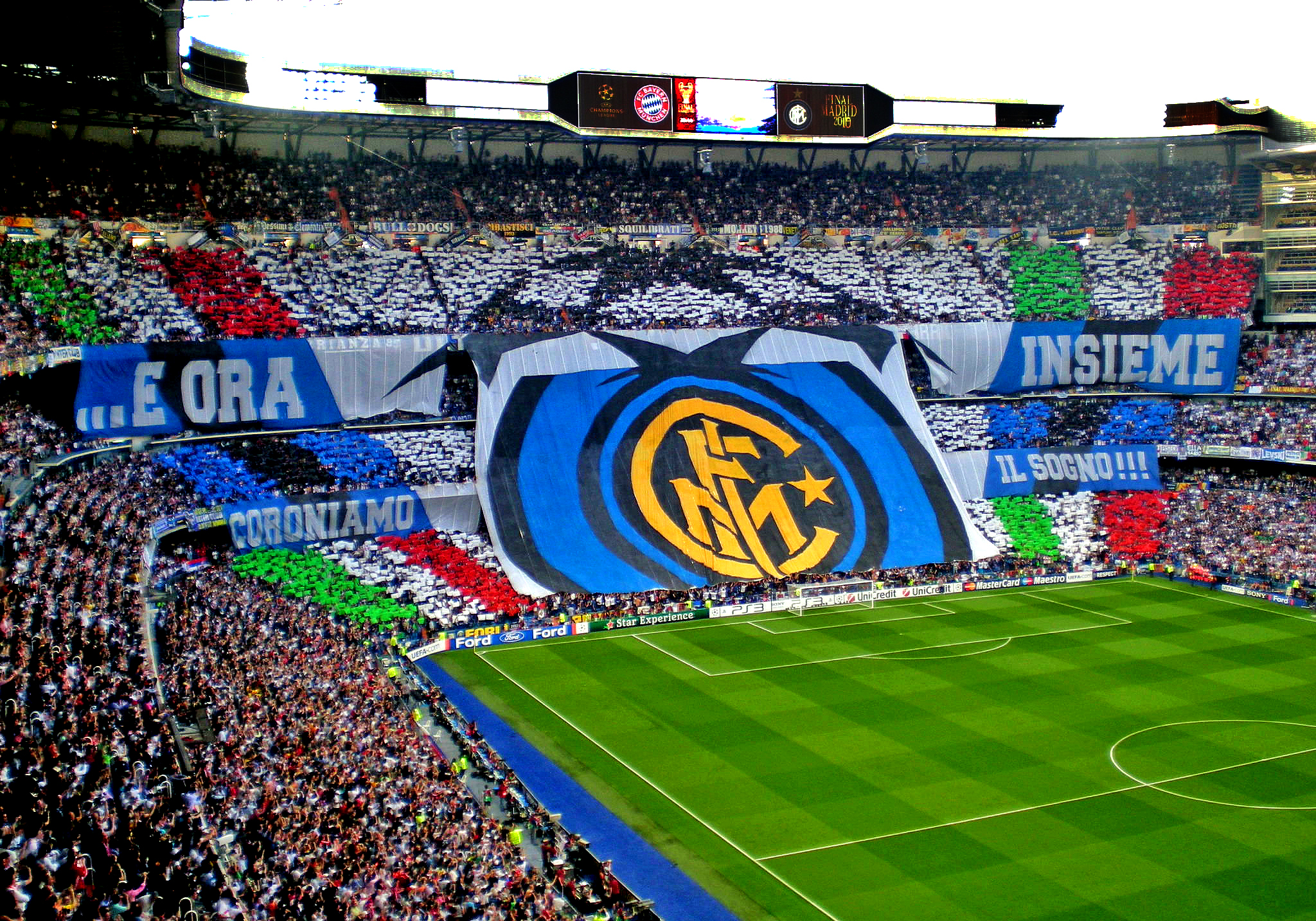
Mosaico del Inter de Milán en la final de la Liga de Campeones 2009-10, en el Estadio Santiago Bernabéu.

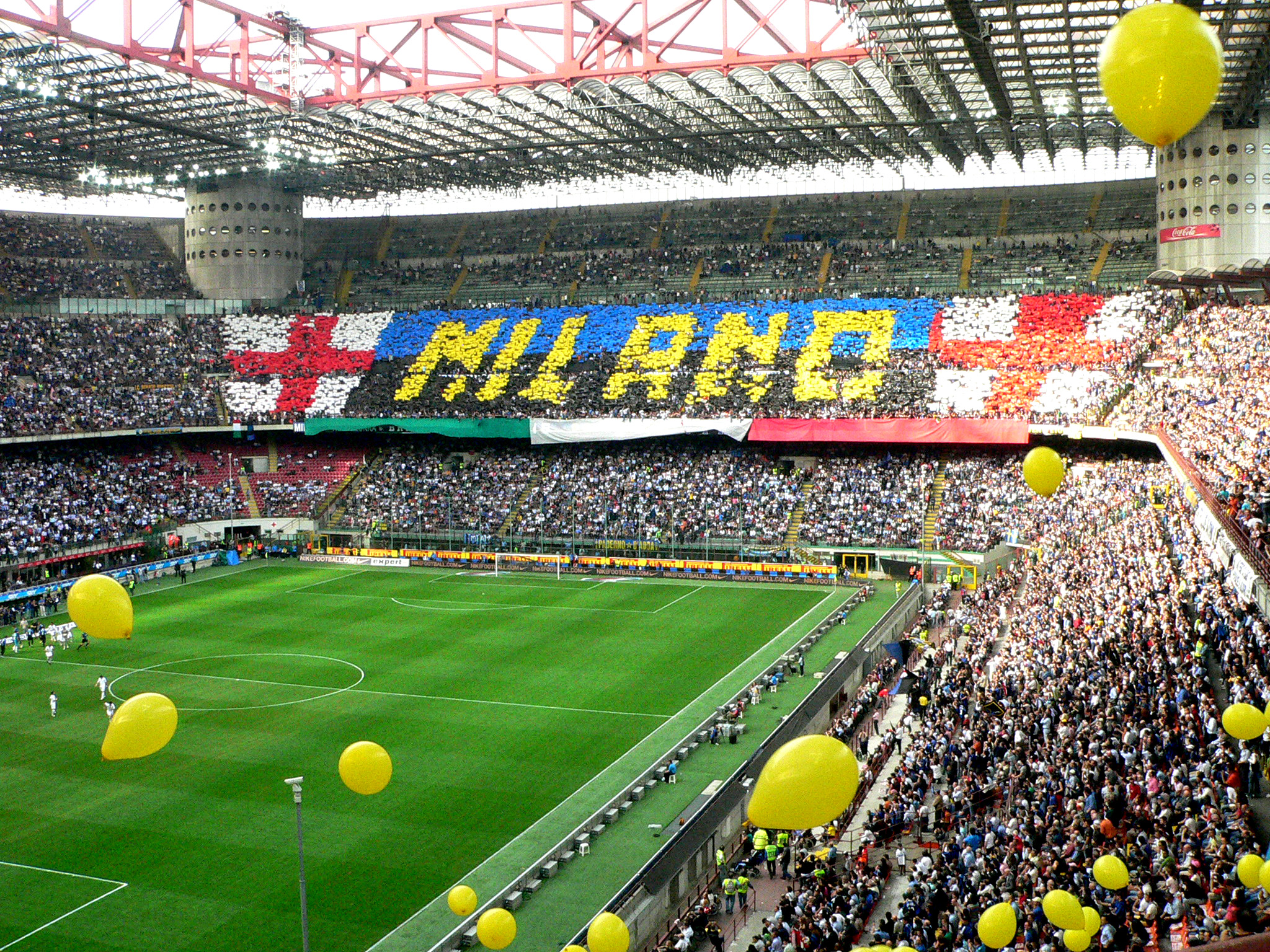
Estadio Giuseppe Meazza con ultras de Inter creando un mosaico en 2007.

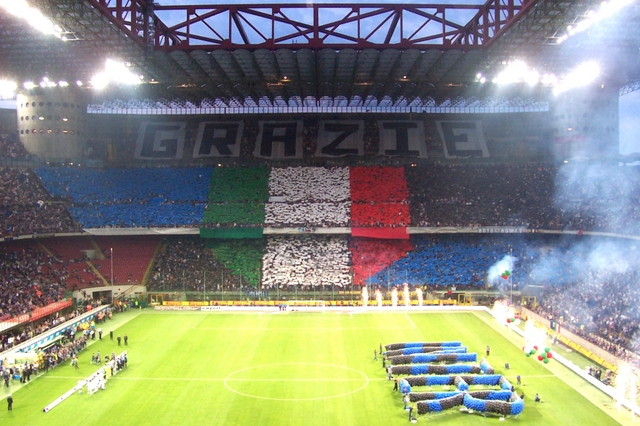
Curva Nord Milano a través de una coreografía agradece a todos en Inter por su contribución a la conquista del Scudetto escribiendo Grazie (Gracias) y mostrando la insignia del Scudetto con los colores de Inter negro y azul.

El concepto de hinchas organizados en el estadio fue introducido en Milán por Helenio Herrera en la década de 1960 en la época del Grande Inter, la segunda formación capaz de atraer apoyo organizado después del Milán, que ya desde 1967 y 1968 había visto el establecimiento de los dos primeros. Grupos ultras italianos: Commandos Tigre y Fossa dei Leoni. La Curva Nord de San Siro es el sector del estadio donde se alinea la afición del Inter durante los partidos de local. Los seguidores del Inter se dividen en varios grupos de ultras , que incluyen: Boys San 1969, Ultras 1975 ,Boys San Roma sección 1980, Viking 1984, Irriducibili 1988, Brianza Alcoolica 1985, Gruppo Imbastisci Milano 1993, Pitbull 2003, Milano Nerazzurra 1977, Squilibrati Milano 2006, Tori del Nord Est y North Crew.
Desde 2007, los grupos de apoyo, para coordinar mejor la gestión y organización de animaciones y coreografías, se han unido en el Direttivo Curva Nord Milano 1969, manteniendo sus pancartas en casa pero reuniéndose detrás de la pancarta CN '69 lejos. La Curva Nord hace circular un diario oficial desde 2000, L'Urlo della Nord que a partir del 4 de enero de 2023 cambió su nombre por el de Secondo Anello Verde.
Otros grupos organizados se pueden encontrar en otros sectores del estadio, como la Banda Bagaj , en la Curva Sud, el club Templari en la primera grada naranja, los Setniks y los Old Fans - Puerta 3 en la primera grada verde. Los Setniks se unen al grupo Amici Interisti en el verano de 2022 y juntos forman el North Crew y se mueven, como los Old Fans, a la esquina.
Los primeros grupos de hinchas organizados para apoyar a los nerazzurri fueron primero los Mosqueteros y luego los Aficionados , justo en la era del Inter Grande.
El grupo Inter más antiguo e importante es el grupo Boys-San, fundado en 1969. El grupo nació de la deserción de unos chicos del Inter Club Fossati, cuyo presidente entre 1966 y 1968 fue Carlo Cerquetti, y tomó su nombre de Boy, un chico travieso que protagonizó algunas tiras cómicas publicadas en el Inter club. periódico La fecha exacta de su nacimiento es el 26 de enero de 1969, cuando, de regreso de un viaje a Bolonia, una hinchada que no estaba de acuerdo con la presidencia del club Fossati se separó y formó un grupo autónomo. El nombre original era11 aces, Muchachos - Las furias nerazzurri y la primera pancarta aparecieron en marzo de 1970 en Roma, en un partido que enfrentó a la selección milanesa contra la Lazio. De regreso en San Siro, al mes siguiente el grupo ocupó su lugar en el actual segundo anillo naranja, trasladado a la mitad del sector que mira al norte.
En la década de los 70 surgen las primeras tensiones y los primeros enfrentamientos con el resto de hinchas, sobre todo los de la Juventus, Atalanta, Sampdoria y sobre todo el Milan. Con este último los enfrentamientos fueron encarnizados y el posicionamiento de la afición contraria no ayudó: ambos ocuparon sus lugares dentro del segundo anillo naranja, la afición del Inter en la mitad norte y la del AC Milan en la mitad sur. Con las obras de renovación, los grupos tomaron sus lugares en las dos curvas opuestas: Inter en el norte y Milán en el sur.La solución todavía se adopta hoy, tanto que las dos curvas se han convertido en el símbolo de los grupos de aficionados. que los ocupan.
En 1981 hubo un cambio de nombre del grupo, que pasó a ser el actual Boys-San , o Boys-Squadre d'Azione Nerazzurre (las siglas SAN hacen referencia a los escuadrones de acción de Benito Mussolini). Incluso durante la década de 1980, los enfrentamientos con otros fanáticos fueron muy violentos. Con motivo del Mundialito 1983, la afición milanesa rival estipuló un pacto de no agresión que sigue vigente y que, junto a la llegada de los primeros avisos de la Policía, desvió la atención de las curvas hacia un aspecto de mayor interés: los mosaicos. Ya nacidas en la década de 1970 como simples pancartas o banderas ondeantes, en la década siguiente evolucionaron hasta convertirse, hoy en día, en un importante tema de desafío entre los aficionados. Ahora es costumbre periodística abrir los servicios dedicados a los partidos de fútbol (el derbi de Milán sobre todo) presentando las dos coreografías enfrentadas. Además, la primera bandera de la curva Inter data de 1985.
Otro grupo histórico de ultras fue el de los Skins, creado en 1986 y disuelto cuatro años después por desencuentros con el resto de facciones de la Curva Nord y, sobre todo, por la represión derivada de la extrema violencia del grupo, "abiertamente neo-Nazi ”. Muchos de los exmiembros se fusionaron en la Irriducibili, actualmente el acrónimo más politizado de la curva.
Otras asociaciones menores que ya no existen y que se distinguieron fueron Hell's Commandos (1983-1986), Longobards (década de 1980), Snakes (finales de la década de 1980-1992), Monkeys (1988-2012), Sturm Und Drang (1989 - 2003), los Pervertidos (1992-2002), los Nord Kaos (1995-2006), los Rascals (1996-2001), los Sin Tregua (1995-2006), los Bulldogs (1988-2022), los Bad Elements (2005 -2022). Fue importante la presencia de la Nuova Guardia Ultrà (1993-1997) , el primer conjunto de ultras del Inter en posicionarse en la Curva Sud.
En 2022 todas las facciones de los nerazzurri organizaron hinchas, por lo que Viking , Ultras , Irriducibili , Brianza , Milano Nerazzurra , Boys-San , llegaron a un acuerdo y a través de un comunicado de prensa publicado en las distintas redes sociales anunciaron la decisión de fusionar las distintas agrupa en un solo solo, bajo el nombre de Curva Nord Milano 1969. Sin embargo, no se trataba de una disolución de los grupos mencionados, cuyos símbolos, de hecho, aparecían en la única pancarta desplegada en la esquina. La mayoría de los Irreductibles decidenno se incorporó, optando por salir de la curva y asistiendo únicamente a los partidos fuera de casa. Como parte de la reorganización de la curva, se confirmaron otras siglas como Squilibrati , North Crew , Old Fans-Internati , Pittbull , Imbastisci , Boys Roma , Tori del Nord-Est , mientras nacían dos nuevos grupos, el Scompiglio Meneghino y el Brigada 1908.

## Amistades
Las hinchadas históricamente hermanadas en Italia con la del Inter son las del Varese (oficial desde 2004, pero existente desde hace algún tiempo debido a la rivalidad con la hinchada de Como, antaño hermanada con el Milan).} y sobre todo la Lazio. El de Lazio es sin duda una de las amistades más sólidos e importantes de Italia, dado que tiene sus raíces en 1989 como respuesta a la antigua amistad (después rota) entre Roma y Milán. El vínculo se fortaleció en la final de la Copa de la UEFA 1997-1998 en París el 5 de mayo de 2002 y el 2 de mayo de 2010 en el Olímpico, cuando la afición de Lazio deseaba a la afición del Inter la conquista de la tricolor ante su común rival Roma.
Las relaciones con los aficionados extranjeros son diferentes. Desde 2013 es oficial el hermanamiento con la afición de Niza, mientras que en 2020 nació el del grupo Stf de Stal Stalowa Wola (Polonia); entre 2022 y 2023 se oficializaron los lazos con ultras de Botev Plovdiv (Bulgaria) y con Ehv-Hools and Boys '91 del PSV, al tiempo que nació una amistad (aún no hermanada) con el Distrito 48 el Dinamo Bucarest.
El 20 de octubre de 2010, durante el partido de Champions League entre el Inter y los londinenses del Tottenham, nació la amistad con los Kop, la franja histórica de la afición del Liverpool, cuando la afición nerazzurri recibió a la de los Reds en su propio rincón. Estos últimos también exhibieron una pancarta de agradecimiento a su exentrenador Rafa Benítez , que en ese momento era el técnico milanés. El vínculo, no un verdadero hermanamiento, continúa hoy, gobernado principalmente por el grupo Irriducibili.

## Rivalidades
Las rivalidades más candentes son sobre todo con la afición de la Juventus, con la que el Inter da vida al derbi italiano desde los años 60 y con el rival de la ciudad, el Milan , con el que los nerazzurri disputan el derbi de Milán, también conocido como el derby della Madonnina. Es en estos dos partidos cuando la asistencia al estadio suele alcanzar su punto máximo, casi hasta agotar todas las localidades. Otras fuertes rivalidades existen con la afición de Napoli, Atalanta y Roma: esto último se acentuó sobre todo en el quinquenio 2006-2011, de la mano de la creciente rivalidad deportiva. Rivalidades muy sentidas son las del Verona (tras la ruptura del hermanamiento), Génova , Bolonia, Turín (siempre, a pesar de la breve amistad), Livorno, Brescia (por el hermanamiento que los ultras mantienen con la afición del Milán), Como y Ascoli. La enemistad con la afición del equipo piceno se remonta a una tragedia que tuvo lugar en 1988, cuando Nazareno Filippini (jefe de los ultras bianconeri) murió tras las palizas sufridas en los enfrentamientos posteriores al partido.